# بال‌توری سبز
بال‌توری سبز (نام علمی: Chrysopa perla) نام یک گونه از تیره بال‌توریان سبز است.

## ریشه
این حشرات بیشتر در فضاهای مرطوب اروپا، و در هوای معتدل آسیا قابل یافت می‌باشند.

## زیست‌شناسی
بالغ این حشرات معمولاً از ماه مه تا اوت میلادی می‌توانند جفت‌گیری کنند.

## نگارخانه

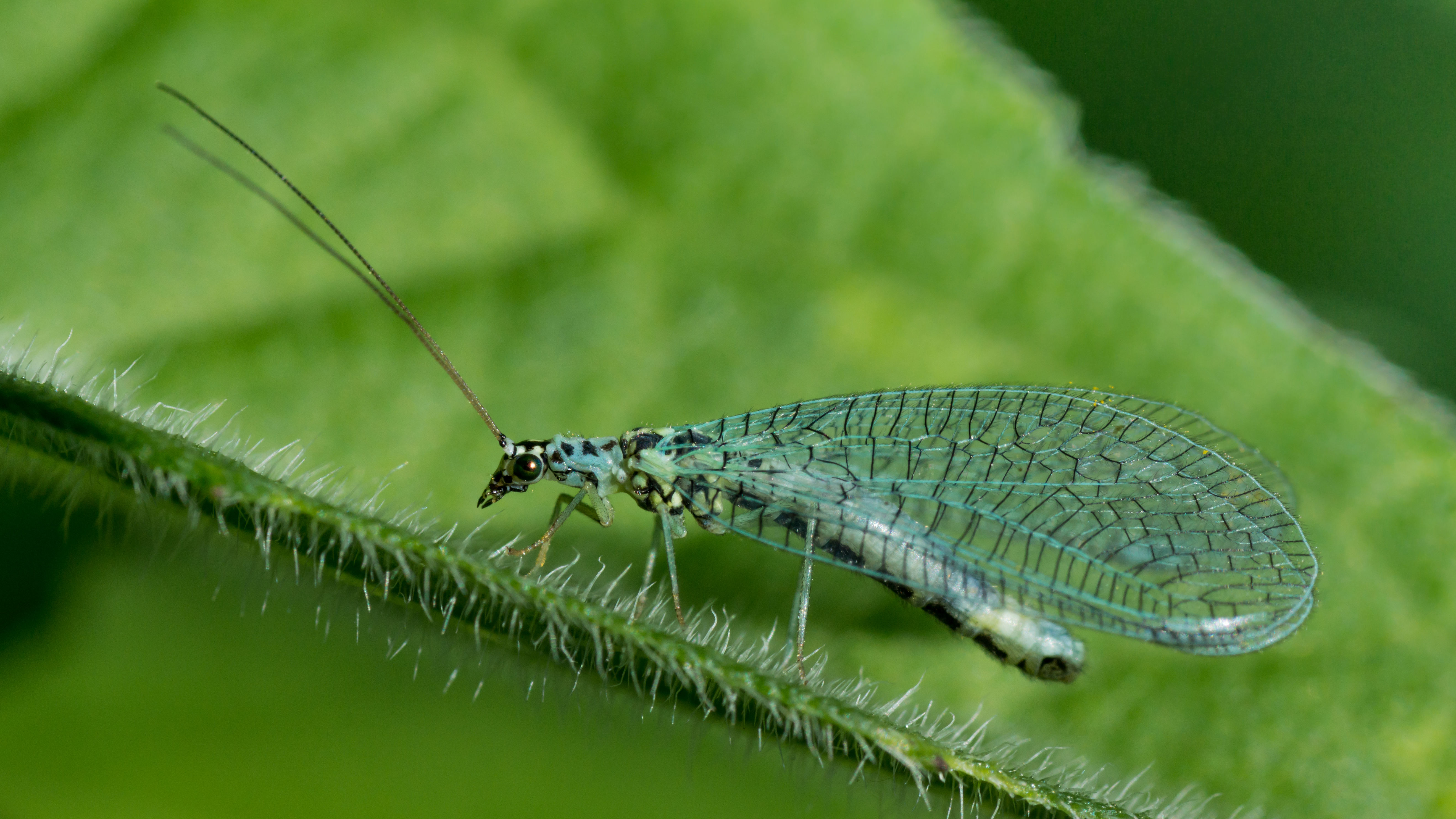
دید از کنار
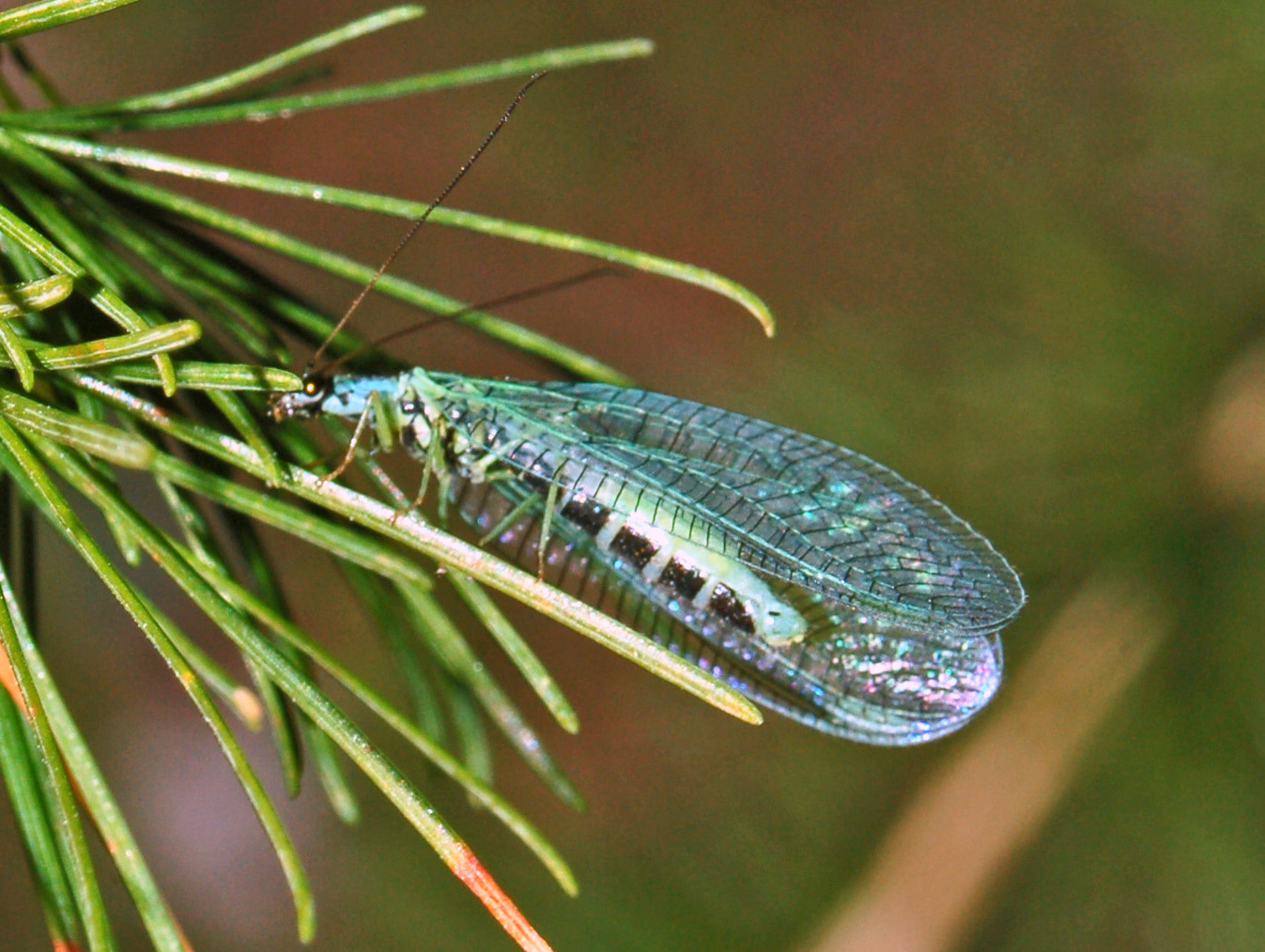
ماده. از کنار
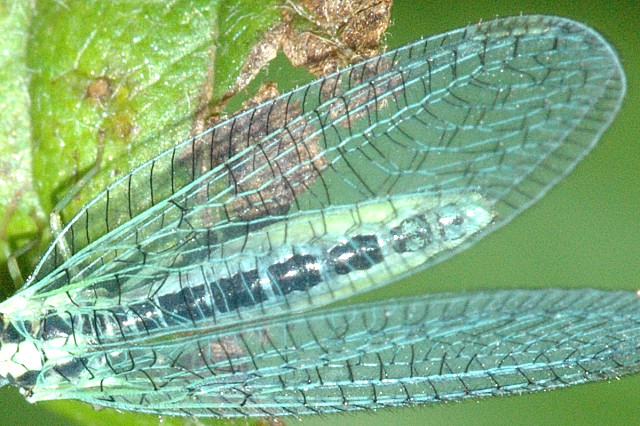
بال‌ها از نزدیک
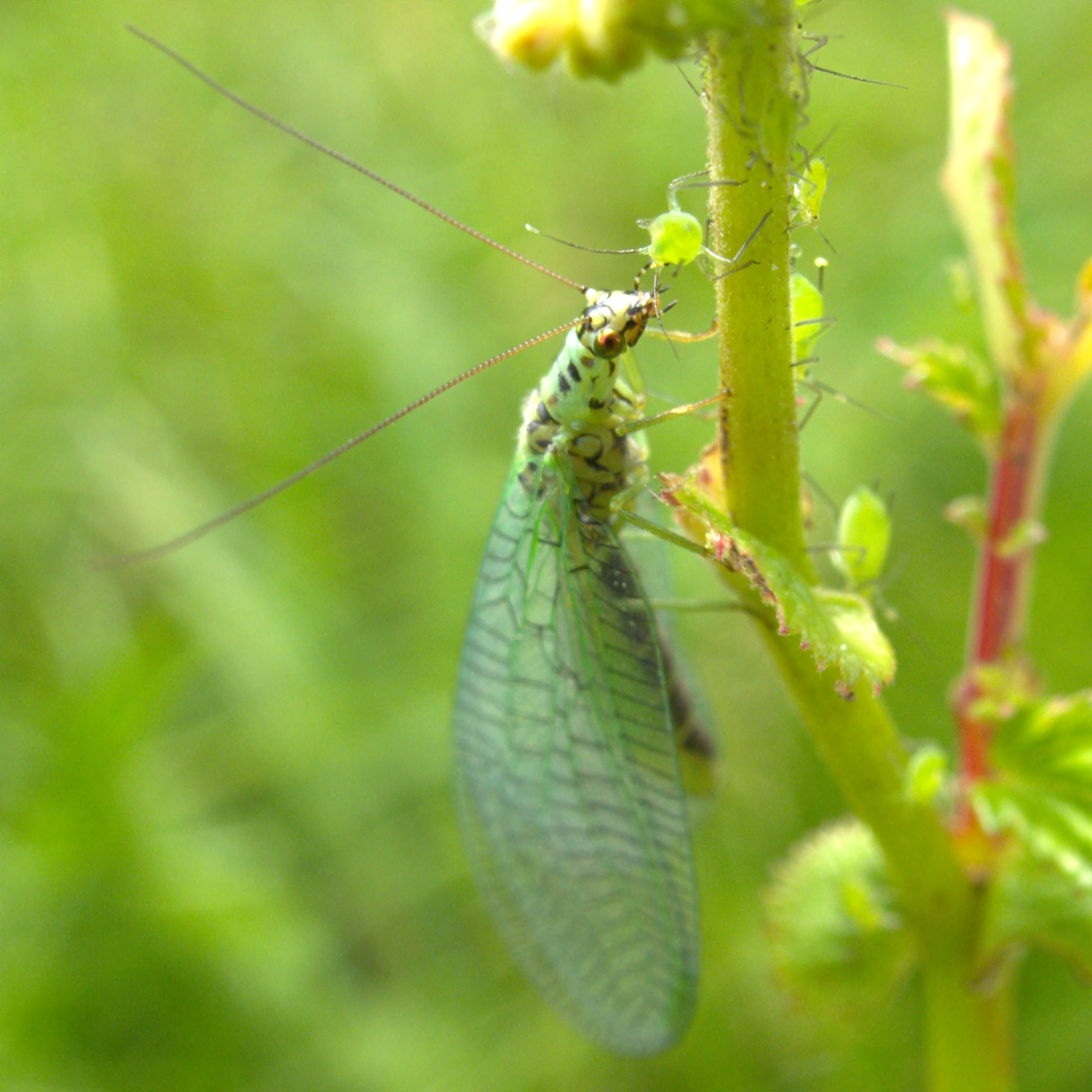
در حال خوردن آفات
- ویدیو